# Сегура, Хосе
Хосе Сегура Руис (исп. José Segura Rius; 23 января 1961, Олеса-де-Монсеррат) — испанский тренер.

## Карьера
Пеп начинал карьеру, будучи ассистентом юношеских команд известной футбольной академии «Барселоны». В 2003 году Сегура стал ассистентом главного тренера «Барселоны B».
До прихода в «Олимпиакос» он был ассистентом главного тренера, испанца Ллоренса Серра Феррера в афинском АЕК.
Первый серьезный успех Сегуры, как главного тренера, случился в греческом «Олимпиакосе», где Хосе выиграл чемпионат страны и кубок. В марте 2008 года, предыдущий тренер Такис Лемонис был уволен со своего поста, и Сегура занял его место. Тем не менее, после «дубля», испанец решил покинуть клуб после окончания сезона, поскольку «Олимпиакос» готовился пригласить более опытного специалиста. Также, поражение в чемпионате от «АЕЛа» (4:0) было чёрной страницей для него в «Олимпиакосе». В мае 2009 года Сегура согласился присоединиться к английскому «Ливерпулю» в качестве технического специалиста академии клуба.